# Стогнии
Стогнии (укр. Стогнії) — село в Одноробовский сельский совет, Золочевский район, Харьковская область, Украина.

## Население
Население по переписи 2001 года составляло 95 человек (43 мужчины и 52 женщины).

## Географическое положение
Село Стогнии находится на расстоянии в 4,5 км от реки Уды (правый берег), на расстоянии в 2 км расположены сёла Барановка, Одноробовка, Цилюрики.
По селу протекает пересыхающий ручей с запрудами. На расстоянии в 2,5 км находится железнодорожная станция Снеги.

## История
Основано в 1700 году.